# Iúlia Drúnina
Iúlia Vladímirovna Drúnina (rus: Ю́лия Влади́мировна Дру́нина, AFI  ˈjʉlʲɪjə vlɐˈdʲimʲɪrəvnə ˈdrunʲɪnə (?·pàg.), Moscou, URSS, 10 de maig de 1924 - ibíd, 21 de novembre de 1991) fou una poetessa soviètica que va escriure en rus. Fou infermera i metge de combat durant la Gran Guerra Patriòtica, i és coneguda per escriure prosa i poesia sobre dones en guerra. Les seves obres es caracteritzen per la claredat moral, l'entonació sincera i es basen en la seva experiència real, incloent-hi la participació a la guerra com a font d'inspiració dels seus escrits.

## Biografia
Iúlia va créixer a Moscou. El seu pare era professor d'història i la seva mare treballava a una biblioteca i donava classes de música. Iúlia va començar a escriure poesia quan tenia 11 anys i a finals dels anys 1930 un dels seus poemes va guanyar un concurs i va ser publicat en un diari.
Després que l'URSS fos atacada per Alemanya el juny de 1941, Iúlia, de 17 anys, es va incorporar a la Creu Roja, on es va formar com a infermera i va començar a fer voluntariat en un hospital local. Més tard aquell estiu, quan l'exèrcit alemany s'acostava a Moscou, va ser enviada per ajudar a construir fortificacions a prop de Mojaisk, a uns 100 km a l'oest de la capital. Allà, durant un dels atacs aeris, va perdre el contacte amb el seu destacament i va ser recollida per un grup de soldats d'infanteria que necessitaven un metge de combat. Junt amb ells, Drúnina va quedar envoltada per l'enemic i va passar 13 dies a territori ocupat.
Iúlia va tornar a Moscou a la tardor de 1941, però aviat va marxar cap a Sibèria, juntament amb el seu pare, com a part de l'evacuació civil. Tanmateix, no volia sortir de Moscou i va acceptar d'evacuar només a causa del seu pare malalt, que havia patit un ictus al començament de la guerra. Després de morir el seu pare a principis de 1942, Iúlia va decidir que res més la mantenia en evacuació i es va dirigir a Khabàrovsk, a l'Extrem Orient rus, on es va matricular a una escola per a tècnics de l'aviació. No obstant això, donat que volia lluitar en primera línia, aviat es va incorporar a una unitat de fusellers com a metge de combat.i fou enviada al front de Belarús, on serví al costat de Zinaïda Samsónova (també metge de combat), que el 1944 va morir en combat i va rebre el títol d'Heroïna de la Unió Soviètica pòstumament. Més tard, Drúnina va escriure un dels seus poemes més sincers, "Zinka", rus: Зинка, sobre Samsónova.
El 1943 Drúnina va resultar greument ferida quan un fragment de metralla se li va incrustar al coll, a només un parell de mil·límetres de l'artèria caròtide. Conscient de la gravetat de la ferida, simplement es va embolicar el coll amb un embenat i va continuar treballant, salvant els altres. Finalment, va ser hospitalitzada en estat crític i allà, en despertar, es va assabentar que havia estat a prop de la mort. A l'hospital, el 1943, va escriure el seu primer poema sobre la guerra, inclòs en totes les antologies de poesia militar:
| « | (rus) Я столько раз видала рукопашный, Раз наяву. И тысячу — во сне. Кто говорит, что на войне не страшно, Тот ничего не знает о войне. | (català) De combats cos a cos un de sol n'he vist Repetit mil cops en un somni. Qui diu que la guerra no fa por No sap res de la guerra. | » |

Després de recuperar-se, fou declarada invàlida i desmobilitzada. Va tornar a Moscou on va sol·licitar a l'Institut de Literatura Maksim Gorki, però se li va denegar l'admissió, en considerar-se que no era prou madura. Després va tornar al front i va lluitar prop de Pskov i a la regió del Bàltic. Va ser ferida de nou al novembre de 1944 i va passar la resta de la guerra a Moscou on va tornar a provar sort a l'Institut de Literatura i aquesta vegada se li va permetre inscriure's com a veterana de guerra.
Es va casar amb el també poeta i veterà de guerra Nikolai Starxinov el 1944 i va donar a llum la seva única filla Ielena, el 1946. La família vivia en un apartament comunitari en situació de pobresa extrema a Moscou després de la guerra, mentre que Iúlia continuava escrivint. Diversos dels seus poemes van ser publicats en la dècada de 1940, inclòs el seu primer llibre el 1948, seguit de diversos en les dècades posteriors. També va escriure un conte, "Aliska", rus: Алиска i una novel·la autobiogràfica, "Des d'aquests cims ...", rus: С тех вершин….
El 1960, es va divorciar del seu primer marit i es va casar amb el guionista Aleksei Kàpler, a qui va conèixer el 1954. Drunina i Kapler van romandre casats feliços fins a la mort de Kàpler el 1979. Drúnina va dedicar molts poemes al seu marit.
Durant l' època de la perestroika, va ser elegida membre del Soviet Suprem de l'URSS. Durant el cop d'agost del 1991, va ser un dels molts intel·lectuals que va participar en la defensa de la "Casa Blanca". No obstant això, després va quedar terriblement deprimida per la dissolució de la Unió Soviètica i per publicacions crítiques del sistema soviètic. Es va suïcidar el 21 de novembre de 1991. En la seva carta de suïcidi va deixar escrit el següent:
| « | Per què me'n vaig? Em sembla que quedar-se en aquest món terrible i en perpètua contesa, creat per a homes de negocis que, a cops de colze, colpegen amb força una criatura imperfecta com jo, només és possible si es té una forta rereguarda personal... | » |

Per a Drúnina, l'enfonsament de tot l'univers soviètic va resultar ser un terrible xoc, sota les ruïnes del qual van ser enterrats els ideals de tota la seva generació.

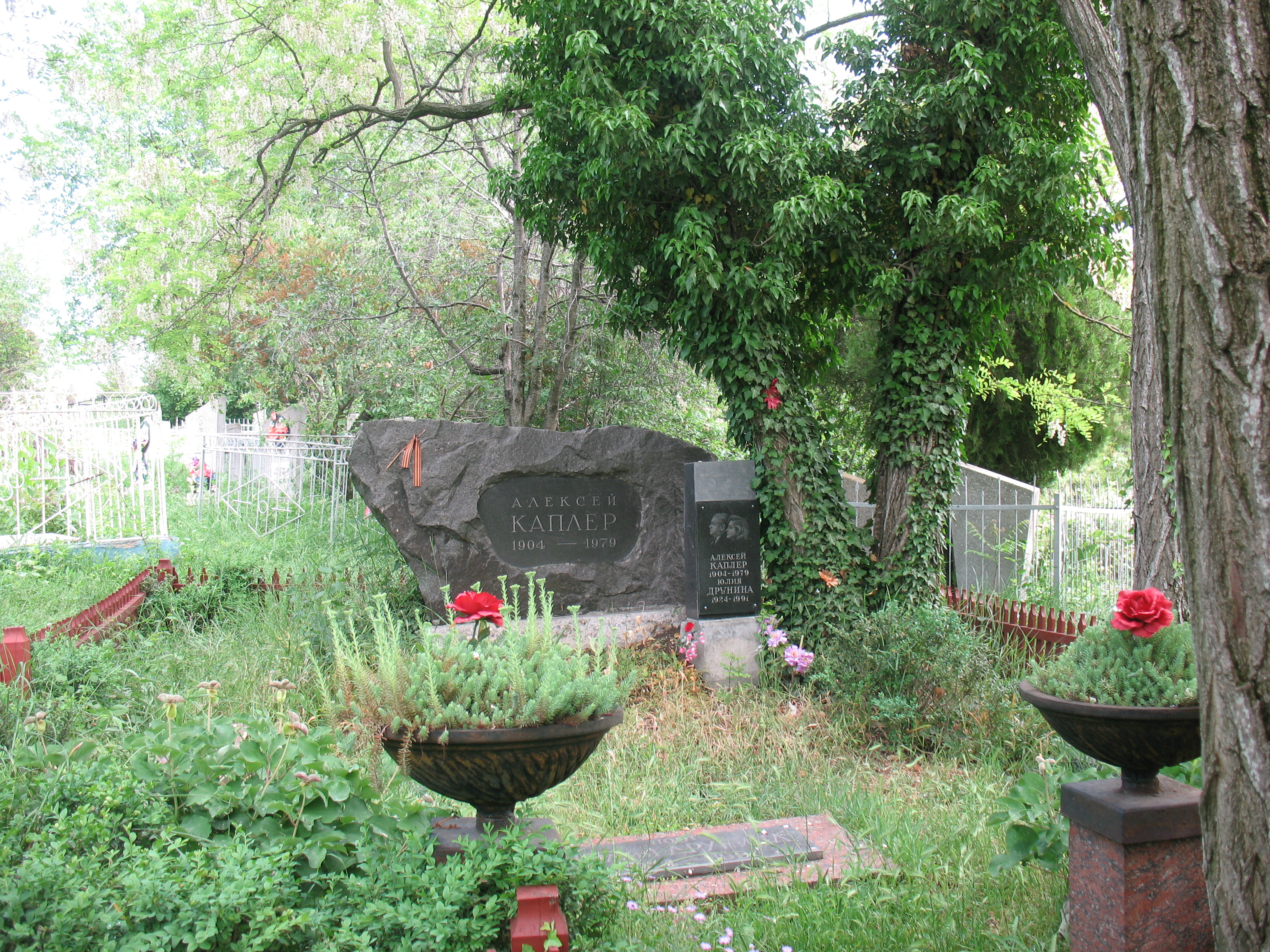
Tombes de Kàpler i Drúnina

Atenent les seves últimes voluntats, fou enterrada al costat del seu marit, Aleksei Kàpler, al cementiri de Starokrímskoie, a Starí Krim.
Un planeta menor, el 3804 Drunina, descobert per l'astrònoma soviètica Liudmila Txernikh el 1969 porta el seu nom.

## Obra poètica
La peculiaritat dels poemes de Drúnina es troba en una comprensió i una visió amable sobre el món i, el que és més important, en la guerra en què la dona de la poesia, Drúnina (una constant, en el conjunt de les seves qualitats, el caràcter de la seva obra, sigui quin sigui el nom amb què parli), aporta no només el seu coratge, paciència i ajuda incansable, sinó també la protesta inicial per la incompatibilitat de l'essència femenina, que dona vida, enfront de la destrucció i l'assassinat.

## Poema "Com explicar-li a un cec"
| « | Как объяснить слепому, Слепому, как ночь, с рожденья, Буйство весенних красок, Радуги наважденье? Как объяснить глухому, С рожденья, как ночь, глухому, Нежность виолончели Или угрозу грома? Как объяснить бедняге, Рожденному с рыбьей кровью, Тайну земного чуда, Названного любовью? | (català) Com explicar-li a un cec, a un cec com la nit, de naixement, el rebombori de colors de la primavera, l'obstinació de l'arc de Sant Martí? Com explicar-li a un sord, de naixement, com la nit, a un sord, la tendresa d'un violoncel o l'amenaça d'un tro? Com explicar-li a un pobre, nascut amb sang de peix, el misteriós miracle terrenal anomenat amor? | » |